# وودو

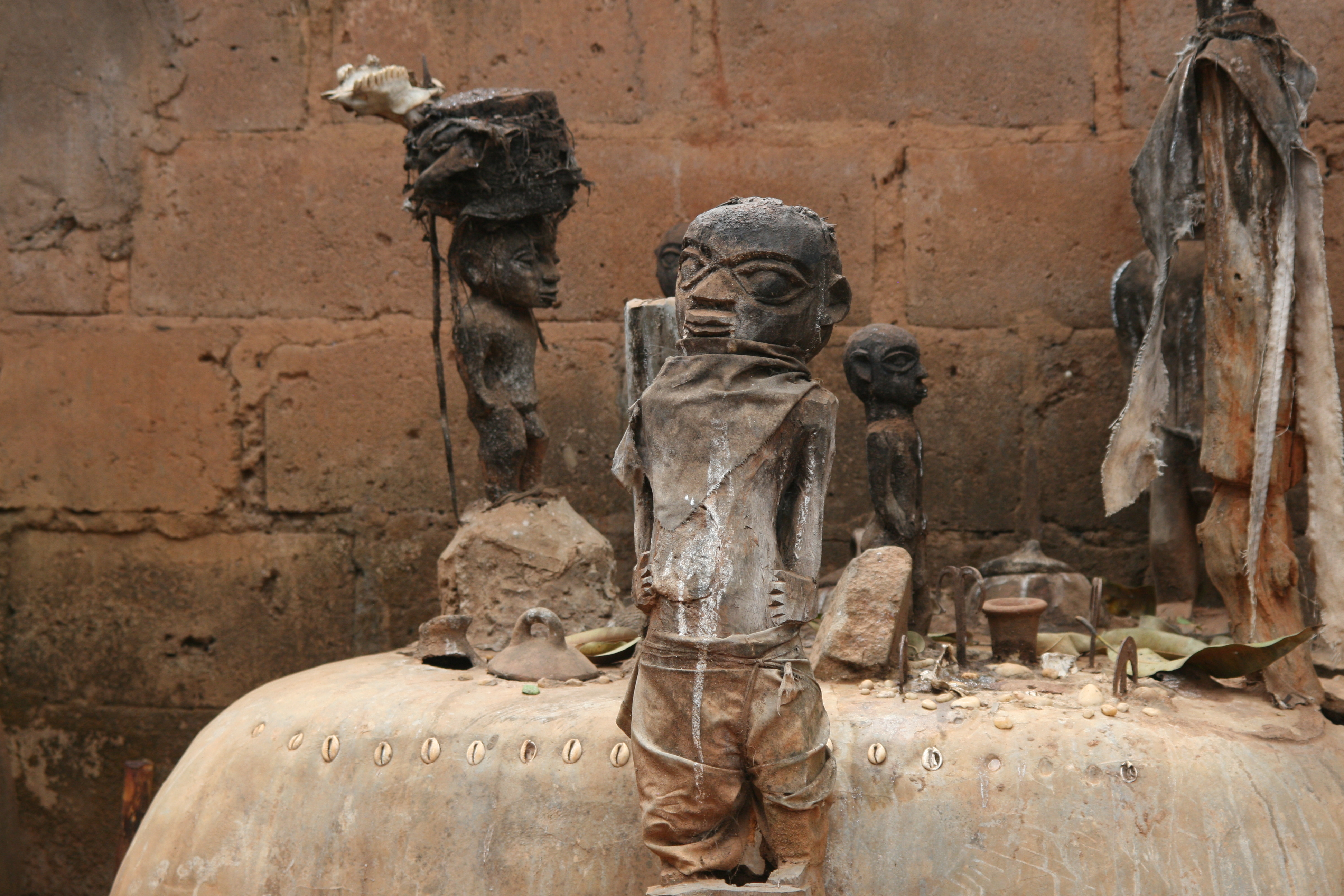
محراب وودوو همراه با چندین بت در آبومی، بنین.

وودو یک آیین تخیلی و عجیب دینی است که در وست ایندیز، به ویژه در هائیتی و جامائیکا، بخش‌هایی از ساحل آفریقا و جنوب ایالات متحده رواج داشت. وودوو بر پایهٔ نیاپرستی، جادوگری و خرافات استوار است و شکل شعایر و مراسم جادویی به خود می‌گیرد. وقتی بردگان آفریقایی به غرب منتقل شدند، به زور به مسیحیت گرویدند. اجبار در تغییر دین بر این فرضیه استوار بود که بردگان مذهب شرک دارند که باید با مسیحیت جایگزین شود. بردگان، مخصوصاً در مناطق خارج از آمریکا، به بسیاری از سنت‌های آفریقایی خود پای‌بند ماندند. نتیجه تلاش برای کاتولیک کردن آن‌ها این بود که ملغمه‌ای از سنت‌های مذهبی آفریقایی و مسیحیت به وجود آمد که بعدها نام وودوو به خود گرفت. معتقدان به وودوو و روحانیون آن‌ها شیطان‌پرست نیستند. مناسک و آیین‌های مذهبی این افراد بسیار غیرعادی و از دیدگاه انسان‌شناسی و قوم‌شناسی بسیار جالب است، اما آن‌ها به هیچ وجه به عبادت شیطان، آن‌طور که در برخی از انواع شیطان‌پرستی دیده می‌شود، نمی‌پردازند.

## غرب آفریقا
در جمهوری بنین، ۱۱٫۶۷ درصد از مردم دین وودو دارند. و از اکثریت مسیحی و اقلیت مسلمان یک سویه قابل تمایزند. در توگو، غنا و نیجریه نیز دین وودو رایج است.